# Damernas 3 000 meter i hastighetsåkning på skridskor vid olympiska vinterspelen 2010
Damernas 3 000  meter i hastighetsåkning på skridskor under de olympiska vinterspelen 2010 i Vancouver, Kanada, hölls i Richmond Olympic Oval den 14 februari 2010.

## Rekord
Före tävlingen gällde följande världsrekord och olympiskt rekord:
| Världsrekord     | Cindy Klassen (CAN)     | 3:53,34 | Calgary, Kanada     | 18 mars 2006     |
| Olympiskt rekord | Claudia Pechstein (GER) | 3:57,70 | Salt Lake City, USA | 10 februari 2002 |

## Medaljörer
| Gren        | Guld                    | Guld    | Silver                  | Silver  | Brons                 | Brons   |
| 3 000 meter | Martina Sáblíková (CZE) | 4.02,53 | Stephanie Beckert (GER) | 4.04,62 | Kristina Groves (CAN) | 4.04,84 |

## Resultat
| Resultat | Par | Bana | Namn                   | Land          | Tid     | Marginal | Noteringar |
| -------- | --- | ---- | ---------------------- | ------------- | ------- | -------- | ---------- |
| 1        | 11  | y    | Martina Sáblíková      | Tjeckien      | 4.02,53 | 0,00     | Banrekord  |
| 2        | 13  | y    | Stephanie Beckert      | Tyskland      | 4.04,62 | +2,09    |            |
| 3        | 13  | i    | Kristina Groves        | Kanada        | 4.04,84 | +2,31    |            |
| 4        | 14  | y    | Daniela Anschütz-Thoms | Tyskland      | 4.04,87 | +2,34    |            |
| 5        | 12  | y    | Clara Hughes           | Kanada        | 4.06,01 | +3,48    |            |
| 6        | 11  | i    | Masako Hozumi          | Japan         | 4.07,36 | +4,83    |            |
| 7        | 14  | i    | Ireen Wüst             | Nederländerna | 4.08,09 | +5,56    |            |
| 8        | 12  | i    | Maren Haugli           | Norge         | 4.10,01 | +7,48    |            |
| 9        | 8   | y    | Nancy Swider-Peltz, Jr | USA           | 4.11,16 | +8,63    |            |
| 10       | 8   | i    | Renate Groenewold      | Nederländerna | 4.11,25 | +8,72    |            |
| 11       | 4   | i    | Diane Valkenburg       | Nederländerna | 4.11,71 | +9,18    |            |
| 12       | 9   | i    | Jilleanne Rookard      | USA           | 4.13,05 | +10,52   |            |
| 13       | 9   | y    | Katrin Mattscherodt    | Tyskland      | 4.13,72 | +11,19   |            |
| 14       | 10  | y    | Cindy Klassen          | Kanada        | 4.15,53 | +13,00   |            |
| 15       | 7   | i    | Shiho Ishizawa         | Japan         | 4.15,62 | +13,09   |            |
| 16       | 3   | y    | Anna Rokita            | Österrike     | 4.16,42 | +13,89   |            |
| 17       | 10  | i    | Catherine Raney-Norman | USA           | 4.16,59 | +14,06   |            |
| 18       | 3   | i    | Svetlana Vysokova      | Ryssland      | 4.16,91 | +14,38   |            |
| 19       | 2   | y    | Noh Seon-Yeong         | Sydkorea      | 4.17,36 | +14,83   |            |
| 20       | 2   | i    | Galina Lichatjova      | Ryssland      | 4.17,63 | +15,10   |            |
| 21       | 4   | y    | Eri Natori             | Japan         | 4.18,18 | +15,65   |            |
| 22       | 7   | y    | Wang Fei               | Kina          | 4.18,42 | +15,89   |            |
| 23       | 5   | i    | Lee Ju-Youn            | Sydkorea      | 4.18,87 | +16,34   |            |
| 24       | 5   | y    | Luiza Złotkowska       | Polen         | 4.19,13 | +16,60   |            |
| 25       | 6   | y    | Fu Chunyan             | Kina          | 4.20,62 | +18,09   |            |
| 26       | 1   | i    | Park Do-Yeong          | Sydkorea      | 4.20,92 | +18,39   |            |
| 27       | 6   | i    | Cathrine Grage         | Danmark       | 4.20,93 | +18,40   |            |
| 28       | 1   | y    | Katarzyna Woźniak      | Polen         | 4.22,35 | +19,82   |            |